# Ayumi Niekawa
Ayumi Niekawa (牲川 歩見 Niekawa Ayumi?), född 12 maj 1994 i Shizuoka prefektur, är en japansk fotbollsspelare.
Niekawa började sin karriär 2013 i Júbilo Iwata. Efter Júbilo Iwata spelade han för Sagan Tosu, Thespakusatsu Gunma, Azul Claro Numazu och Mito HollyHock.